# Campionati del mondo di mezza maratona 2004
I Campionati del mondo di mezza maratona 2004 (13ª edizione) si sono svolti il giorno 3 ottobre a Nuova Delhi, in India. Vi hanno preso parte 152 atleti (di cui 91 uomini e 61 donne) in rappresentanza di 55 nazioni.

## Gara maschile

### Individuale
| Posizione | Atleta                | Nazionalità | Tempo    |
| --------- | --------------------- | ----------- | -------- |
| Oro       | Paul Kirui            | Kenya       | 1h02'15" |
| Argento   | Fabiano Joseph Naasi  | Tanzania    | 1h02'31" |
| Bronzo    | Ahmad Hassan Abdullah | Qatar       | 1h02'36" |
| 4º        | John Cheruiyot Korir  | Kenya       | 1h02'38" |
| 5º        | Solomon Tsige         | Etiopia     | 1h02'42" |
| 6º        | Alene Emere Reta      | Etiopia     | 1h02'52" |
| 7º        | Wilson Busienei       | Uganda      | 1h02'55" |
| 8º        | Wilson Kebenei        | Kenya       | 1h03'02" |
| 9º        | Berhanu Addane        | Etiopia     | 1h03'03" |
| 10º       | Abebe Dinkesa         | Etiopia     | 1h04'06" |
| 11º       | Yonas Kifle           | Eritrea     | 1h04'19" |
| 12º       | Seteng Ayele          | Israele     | 1h04'41" |
| 13º       | Martin Toroitich      | Uganda      | 1h04'48" |
| 14º       | Yukinobu Nakazaki     | Giappone    | 1h04'48" |
| 15º       | Samson Kiflemariam    | Eritrea     | 1h05'00" |

### A squadre
| Posizione | Squadra  | Atleti                                              | Tempo    |
| --------- | -------- | --------------------------------------------------- | -------- |
| Oro       | Kenya    | Paul Kirui John Cheruiyot Korir Wilson Kebenei      | 3h07'55" |
| Argento   | Etiopia  | Solomon Tsige Alene Emere Reta Berhanu Addane       | 3h08'37" |
| Bronzo    | Uganda   | Wilson Busienei Martin Toroitich Joseph Nsubuga     | 3h13'48" |
| 4º        | Eritrea  | Yonas Kifle Samson Kiflemariam Tesfayohannes Mesfen | 3h15'04" |
| 5º        | Giappone | Yukinobu Nakazaki Yoshinori Oda Terumasa Okamura    | 3h15'10" |

## Gara femminile

### Individuale
| Posizione | Atleta           | Nazionalità | Tempo    |
| --------- | ---------------- | ----------- | -------- |
| Oro       | Sun Yingjie      | Cina        | 1h08'40" |
| Argento   | Lydia Cheromei   | Kenya       | 1h09'00" |
| Bronzo    | Constantina Diță | Romania     | 1h09'07" |
| 4ª        | Sonia O'Sullivan | Irlanda     | 1h10'33" |
| 5ª        | Yuki Saito       | Giappone    | 1h11'05" |
| 6ª        | Eyerusalem Kuma  | Etiopia     | 1h11'07" |
| 7ª        | Irina Timofeyeva | Russia      | 1h11'17" |
| 8ª        | Bezunesh Bekele  | Etiopia     | 1h11'23" |
| 9ª        | Alina Ivanova    | Russia      | 1h12'17" |
| 10ª       | Mihaela Botezan  | Romania     | 1h12'36" |
| 11ª       | Gloria Marconi   | Italia      | 1h12'42" |
| 12ª       | Zhou Chunxiu     | Cina        | 1h12'52" |
| 13ª       | Kei Terada       | Giappone    | 1h13'07" |
| 14ª       | Rita Jeptoo      | Kenya       | 1h13'08" |
| 15ª       | Teyba Erkesso    | Etiopia     | 1h13'30" |

### A squadre
| Posizione | Squadra  | Atleti                                           | Tempo    |
| --------- | -------- | ------------------------------------------------ | -------- |
| Oro       | Etiopia  | Eyerusalem Kuma Bezunesh Bekele Teyba Erkesso    | 3h36'00" |
| Argento   | Romania  | Constantina Diță Mihaela Botezan Luminiţa Talpoş | 3h36'08" |
| Bronzo    | Russia   | Irina Timofeyeva Alina Ivanova Yelena Burykina   | 3h38'21" |
| 4ª        | Giappone | Yuki Saito Kei Terada Keiko Isogai               | 3h38'51" |
| 5ª        | Italia   | Gloria Marconi Patrizia Tisi Ivana Iozzia        | 3h43'39" |

## Medagliere
| Posizione | Paese    | Oro | Argento | Bronzo | Totale |
| --------- | -------- | --- | ------- | ------ | ------ |
| 1         | Kenya    | 2   | 1       | 0      | 3      |
| 2         | Etiopia  | 1   | 1       | 0      | 2      |
| 3         | Cina     | 1   | 0       | 0      | 1      |
| 4         | Romania  | 0   | 1       | 1      | 2      |
| 5         | Tanzania | 0   | 1       | 0      | 1      |
| 6         | Qatar    | 0   | 0       | 1      | 1      |
| 6         | Russia   | 0   | 0       | 1      | 1      |
| 6         | Uganda   | 0   | 0       | 1      | 1      |
| Totale    | Totale   | 4   | 4       | 4      | 12     |